# Losartan
El losartan és un medicament utilitzat per tractar la pressió arterial alta (hipertensió). És de la família de medicaments dels antagonistes dels receptors de l'angiotensina (ARA2) i es considera protector dels ronyons. A més de la hipertensió, també s'utilitza en la nefropatia diabètica, la insuficiència cardíaca i engrandiment del ventricular esquerre. Es presenta com una pastilla que es pren per boca. Es pot utilitzar sol o amb altres medicaments per a la pressió arterial. Es poden requerir fins a sis setmanes perquè es produeixin els efectes complets.
Els efectes adversos comuns inclouen rampes musculars, congestió nasal, marejos, tos, potassi en sang elevat i anèmia. Els efectes adversos greus poden incloure angioedema, pressió baixa de la sang i problemes renals. L'ús durant l'embaràs pot provocar danys al nadó. No està recomanat l'ús durant la lactància materna. Funciona bloquejant l'angiotensina II.
El losartan va ser patentat el 1986 i aprovat per a ús mèdic als Estats Units el 1995. Està a la Llista de medicaments essencials de l'Organització Mundial de la Salut. A Espanya està comercialitzat com a EFG i Cozaar. Hi ha disponible una versió combinada amb hidroclorotiazida.